# Torre scenica

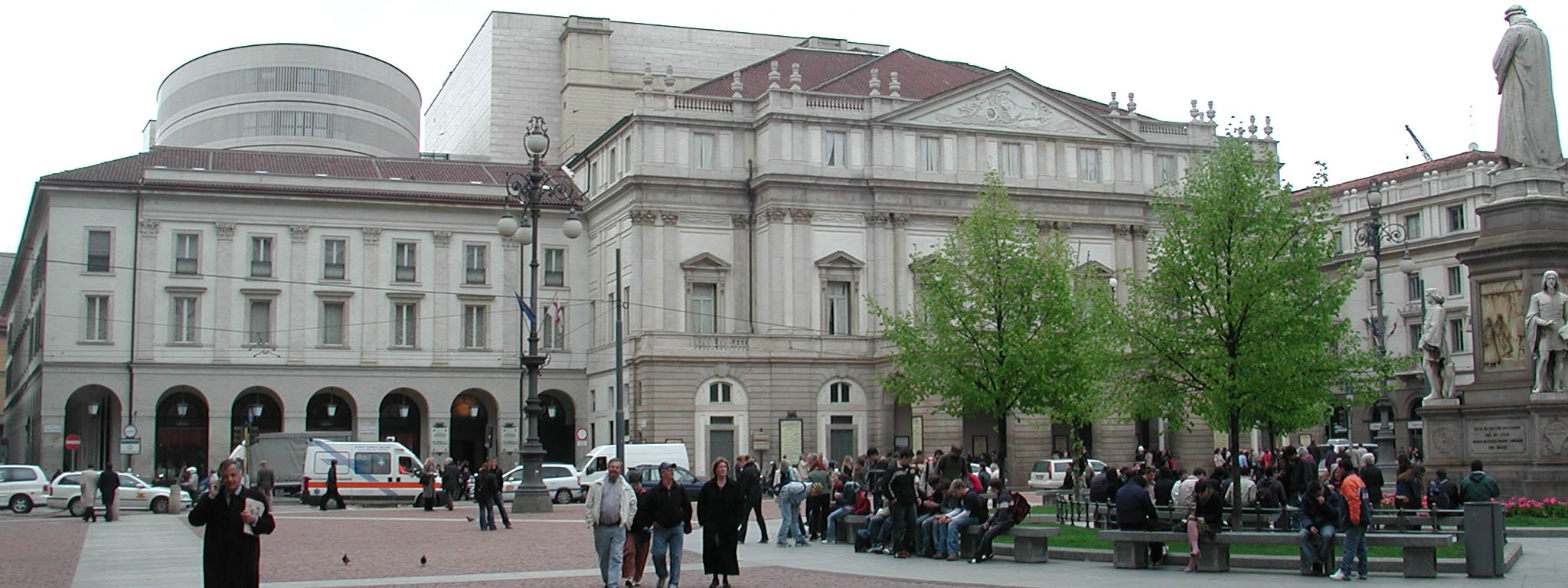
Il Teatro alla Scala di Milano con la sporgenza della torre scenica (il parallelepipedo in alto sulla destra; a sinistra vi è l'ellisse dei camerini)

La torre scenica, nella terminologia teatrale, è quella parte di teatro posta dietro l'arco scenico o boccascena; ha uno sviluppo verticale pari o superiore all'altezza del boccascena e solitamente ha una superficie pari allo spazio usufruibile sul palcoscenico. Alla sommità della torre scenica sono posti uno o più piani di ballatoio e il graticcio, elementi fondamentali per la movimentazione e il sollevamento in coperta delle scene.
Con l'evoluzione delle necessità teatrali, la torre scenica ha finito per richiedere volumi molto grandi, il che può comportare un forte impatto estetico, soprattutto laddove si va a restaurare teatri antichi. Esemplare in tal senso è il caso del Teatro alla Scala di Milano, ristrutturato da Mario Botta nei primi anni 2000, con l'aggiunta di importanti volumetrie moderne che si levano alte sopra l'edificio storico.